# LEDA 2933
LEDA 2933은 봉황자리 방향으로 약 1,110만 광년 떨어진 왜소 불규칙 은하이다.
조각가자리 은하단의 일원이며, 지름은 약 2,000 광년 정도이다.